# آسیلویین

ساختار عمومی آسیلویین‌ها.

آسیلویین‌ها(به انگلیسی: Acyloin) دسته‌ای از ترکیبات در شیمی آلی هستند که در آن‌ها یک گروه عاملی به شکل یک گروه هیدروکسیل قرار گرفته بر موضع کربن آلفا گروه کربونیل، وجود دارد.